# Julio D. Wallovits
Julio Daniel Wallovits Rodríguez, més conegut com a Julio D. Wallovits (Buenos Aires, Argentina, 1969) és un realitzador i guionista argentí establert a Espanya. Va començar a les agències de publicitat Slogan i Contrapunto. El 1992 fou director creatiu de diferents agències (BDDP Mancebo Kaye, Delvico Bates Barcelona, Wieden & Kennedy Amsterdam) fins que el 1999 va crear la productora El Sindicato. El 2002 debuta com a guionista i director amb Smoking Room, amb la que fou candidat a la Medalla del Cercle d'Escriptors Cinematogràfics al millor guió original
Després de dirigir algunes pel·lícules, com La silla (2006), el 2008 crea la companyia productora La Doma i el 2010 debuta com a director de teatre amb Las listas al Festival Grec de Barcelona.

## Filmografia
- 2002: Smoking Room
- 2003: La Simetría
- 2005: Disonancia
- 2006: La silla

## Premis i nominacions
| Any  | Premi                                            | Categoria               | Resultat  |
| ---- | ------------------------------------------------ | ----------------------- | --------- |
| 2003 | Medalles del Cercle d'Escriptors Cinematogràfics | Millor Guió Original    | Nominat   |
| 2003 | Premis Goya                                      | Al millor guió original | Nominat   |
| 2003 | Premis Goya                                      | Millor director novell  | Guanyador |